# 5e étape du Tour de France 1999
Pour un article plus général, voir Tour de France 1999.
La 5e étape du Tour de France 1999 s'est déroulée le jeudi 8 juillet 1999. Elle part de Bonneval et arrive à Amiens.

## Classement de l'étape
| \| Classement de l'étape \| Classement de l'étape \| Classement de l'étape \| Classement de l'étape \| Classement de l'étape \| \| Coureur \| Coureur \| Pays \| Équipe \| Temps \| \| --------------------- \| --------------------- \| --------------------- \| ------------------------------ \| --------------------- \| \| 1er \| Mario Cipollini \| Italie \| Saeco-Cannondale \| 5 h 36 min 28 s \| \| 2e \| Tom Steels \| Belgique \| Mapei-Quick Step \| + 0 s \| \| 3e \| Jaan Kirsipuu \| Estonie \| Casino \| + 0 s \| \| 4e \| Robbie McEwen \| Australie \| Rabobank \| + 0 s \| \| 5e \| Erik Zabel \| Allemagne \| Deutsche Telekom \| + 0 s \| \| 6e \| Stuart O'Grady \| Australie \| Crédit Agricole \| + 0 s \| \| 7e \| Nicola Minali \| Italie \| Cantina Tollo-Alexia Alluminio \| + 0 s \| \| 8e \| Christophe Capelle \| France \| BigMat-Auber 93 \| + 0 s \| \| 9e \| Damien Nazon \| France \| La Française des jeux \| + 0 s \| \| 10e \| Ján Svorada \| Tchéquie \| Lampre-Daikin \| + 0 s \| |                    |           |                                |                 |
| |                    |           |                                |                 |
| |                    |           |                                |                 |
| Classement de l'étape |                    |           |                                |                 |
| Coureur | Coureur            | Pays      | Équipe                         | Temps           |
| 1er | Mario Cipollini    | Italie    | Saeco-Cannondale               | 5 h 36 min 28 s |
| 2e | Tom Steels         | Belgique  | Mapei-Quick Step               | + 0 s           |
| 3e | Jaan Kirsipuu      | Estonie   | Casino                         | + 0 s           |
| 4e | Robbie McEwen      | Australie | Rabobank                       | + 0 s           |
| 5e | Erik Zabel         | Allemagne | Deutsche Telekom               | + 0 s           |
| 6e | Stuart O'Grady     | Australie | Crédit Agricole                | + 0 s           |
| 7e | Nicola Minali      | Italie    | Cantina Tollo-Alexia Alluminio | + 0 s           |
| 8e | Christophe Capelle | France    | BigMat-Auber 93                | + 0 s           |
| 9e | Damien Nazon       | France    | La Française des jeux          | + 0 s           |
| 10e | Ján Svorada        | Tchéquie  | Lampre-Daikin                  | + 0 s           |

## Classement général
À la suite de ce nouveau sprint, l'Estonien Jaan Kirsipuu (Casino) conserve le maillot jaune de leader. Il devance maintenant le Belge Tom Steels (Mapei-Quick Step) qui revient à 17 secondes du leader alors que l'Australien Stuart O'Grady (Crédit agricole) redescend d'une place avec 24 secondes de retard sur le leader. Le vainqueur de l'étape Mario Cipollini (Saeco-Cannondale) remonte en cinquième position juste derrière l'Américain Lance Armstrong (US Postal Service) et devant l'Allemand Erik Zabel (Deutsche Telekom).
| \| Classement général \| Classement général \| Classement général \| Classement général \| Classement général \| \| Coureur \| Coureur \| Pays \| Équipe \| Temps \| \| ------------------ \| -------------------- \| ------------------ \| ------------------ \| ------------------ \| \| 1er \| Jaan Kirsipuu \| Estonie \| Casino \| 22 h 47 min 00 s \| \| 2e \| Tom Steels \| Belgique \| Mapei-Quick Step \| + 17 s \| \| 3e \| Stuart O'Grady \| Australie \| Crédit Agricole \| + 24 s \| \| 4e \| Lance Armstrong \| États-Unis \| US Postal Service \| DQ \| \| 5e \| Mario Cipollini \| Italie \| Saeco-Cannondale \| + 32 s \| \| 6e \| Erik Zabel \| Allemagne \| Deutsche Telekom \| + 40 s \| \| 7e \| Abraham Olano \| Espagne \| ONCE-Deutsche Bank \| + 43 s \| \| 8e \| George Hincapie \| États-Unis \| US Postal Service \| + 46 s \| \| 9e \| Christophe Moreau \| France \| Festina-Lotus \| + 47 s \| \| 10e \| Alexandre Vinokourov \| Kazakhstan \| Casino \| + 53 s \| |                      |            |                    |                  |
| |                      |            |                    |                  |
| |                      |            |                    |                  |
| Classement général |                      |            |                    |                  |
| Coureur | Coureur              | Pays       | Équipe             | Temps            |
| 1er | Jaan Kirsipuu        | Estonie    | Casino             | 22 h 47 min 00 s |
| 2e | Tom Steels           | Belgique   | Mapei-Quick Step   | + 17 s           |
| 3e | Stuart O'Grady       | Australie  | Crédit Agricole    | + 24 s           |
| 4e | Lance Armstrong      | États-Unis | US Postal Service  | DQ               |
| 5e | Mario Cipollini      | Italie     | Saeco-Cannondale   | + 32 s           |
| 6e | Erik Zabel           | Allemagne  | Deutsche Telekom   | + 40 s           |
| 7e | Abraham Olano        | Espagne    | ONCE-Deutsche Bank | + 43 s           |
| 8e | George Hincapie      | États-Unis | US Postal Service  | + 46 s           |
| 9e | Christophe Moreau    | France     | Festina-Lotus      | + 47 s           |
| 10e | Alexandre Vinokourov | Kazakhstan | Casino             | + 53 s           |

## Classements annexes
| Classement par points | Classement par points | Classement par points | Classement par points | Classement par points |
| Coureur               | Coureur               | Pays                  | Équipe                | Points                |
| --------------------- | --------------------- | --------------------- | --------------------- | --------------------- |
| 1er                   | Jaan Kirsipuu         | Estonie               | Casino                | 157 pts               |
| 2e                    | Tom Steels            | Belgique              | Mapei-Quick Step      | 154 pts               |
| 3e                    | Erik Zabel            | Allemagne             | Deutsche Telekom      | 136 pts               |
| 4e                    | Stuart O'Grady        | Australie             | Crédit Agricole       | 131 pts               |
| 5e                    | Mario Cipollini       | Italie                | Saeco-Cannondale      | 112 pts               |

| Classement par points | Classement par points | Classement par points | Classement par points | Classement par points |
| Coureur               | Coureur               | Pays                  | Équipe                | Points                |
| --------------------- | --------------------- | --------------------- | --------------------- | --------------------- |
| 1er                   | Jaan Kirsipuu         | Estonie               | Casino                | 157 pts               |
| 2e                    | Tom Steels            | Belgique              | Mapei-Quick Step      | 154 pts               |
| 3e                    | Erik Zabel            | Allemagne             | Deutsche Telekom      | 136 pts               |
| 4e                    | Stuart O'Grady        | Australie             | Crédit Agricole       | 131 pts               |
| 5e                    | Mario Cipollini       | Italie                | Saeco-Cannondale      | 112 pts               |

| Classement de la montagne | Classement de la montagne | Classement de la montagne | Classement de la montagne      | Classement de la montagne |
| Coureur                   | Coureur                   | Pays                      | Équipe                         | Points                    |
| ------------------------- | ------------------------- | ------------------------- | ------------------------------ | ------------------------- |
| 1er                       | Mariano Piccoli           | Italie                    | Lampre-Daikin                  | 24 pts                    |
| 2e                        | Laurent Brochard          | France                    | Festina-Lotus                  | 15 pts                    |
| 3e                        | Francesco Secchiari       | Italie                    | Saeco-Cannondale               | 6 pts                     |
| 4e                        | Anthony Morin             | France                    | La Française des jeux          | 5 pts                     |
| 5e                        | Massimo Giunti            | Italie                    | Cantina Tollo-Alexia Alluminio | 5 pts                     |

| Classement de la montagne | Classement de la montagne | Classement de la montagne | Classement de la montagne      | Classement de la montagne |
| Coureur                   | Coureur                   | Pays                      | Équipe                         | Points                    |
| ------------------------- | ------------------------- | ------------------------- | ------------------------------ | ------------------------- |
| 1er                       | Mariano Piccoli           | Italie                    | Lampre-Daikin                  | 24 pts                    |
| 2e                        | Laurent Brochard          | France                    | Festina-Lotus                  | 15 pts                    |
| 3e                        | Francesco Secchiari       | Italie                    | Saeco-Cannondale               | 6 pts                     |
| 4e                        | Anthony Morin             | France                    | La Française des jeux          | 5 pts                     |
| 5e                        | Massimo Giunti            | Italie                    | Cantina Tollo-Alexia Alluminio | 5 pts                     |

| Classement du meilleur jeune | Classement du meilleur jeune | Classement du meilleur jeune | Classement du meilleur jeune | Classement du meilleur jeune |
| Coureur                      | Coureur                      | Pays                         | Équipe                       | Temps                        |
| ---------------------------- | ---------------------------- | ---------------------------- | ---------------------------- | ---------------------------- |
| 1er                          | Christian Vande Velde        | États-Unis                   | US Postal Service            | 22 h 47 min 55 s             |
| 2e                           | Benoît Salmon                | France                       | Casino                       | + 9 s                        |
| 3e                           | Magnus Bäckstedt             | Suède                        | Crédit Agricole              | + 10 s                       |
| 4e                           | Mario Aerts                  | Belgique                     | Lotto-Mobistar               | + 12 s                       |
| 5e                           | Luis Pérez Rodríguez         | Espagne                      | ONCE-Deutsche Bank           | + 15 s                       |

| Classement du meilleur jeune | Classement du meilleur jeune | Classement du meilleur jeune | Classement du meilleur jeune | Classement du meilleur jeune |
| Coureur                      | Coureur                      | Pays                         | Équipe                       | Temps                        |
| ---------------------------- | ---------------------------- | ---------------------------- | ---------------------------- | ---------------------------- |
| 1er                          | Christian Vande Velde        | États-Unis                   | US Postal Service            | 22 h 47 min 55 s             |
| 2e                           | Benoît Salmon                | France                       | Casino                       | + 9 s                        |
| 3e                           | Magnus Bäckstedt             | Suède                        | Crédit Agricole              | + 10 s                       |
| 4e                           | Mario Aerts                  | Belgique                     | Lotto-Mobistar               | + 12 s                       |
| 5e                           | Luis Pérez Rodríguez         | Espagne                      | ONCE-Deutsche Bank           | + 15 s                       |

| Classement par équipes | Classement par équipes | Classement par équipes | Classement par équipes |
| Équipe                 | Équipe                 | Pays                   | Temps                  |
| ---------------------- | ---------------------- | ---------------------- | ---------------------- |
| 1re                    | US Postal Service      | États-Unis             | 68 h 23 min 27 s       |
| 2e                     | ONCE-Deutsche Bank     | Espagne                | + 4 s                  |
| 3e                     | Crédit Agricole        | France                 | + 19 s                 |
| 4e                     | Festina-Lotus          | France                 | + 20 s                 |
| 5e                     | Casino                 | France                 | + 25 s                 |

| Classement par équipes | Classement par équipes | Classement par équipes | Classement par équipes |
| Équipe                 | Équipe                 | Pays                   | Temps                  |
| ---------------------- | ---------------------- | ---------------------- | ---------------------- |
| 1re                    | US Postal Service      | États-Unis             | 68 h 23 min 27 s       |
| 2e                     | ONCE-Deutsche Bank     | Espagne                | + 4 s                  |
| 3e                     | Crédit Agricole        | France                 | + 19 s                 |
| 4e                     | Festina-Lotus          | France                 | + 20 s                 |
| 5e                     | Casino                 | France                 | + 25 s                 |